# میلووان چیریچ
میلووان چیریچ (انگلیسی: Milovan Ćirić؛ ۱۲ فوریهٔ ۱۹۱۸ – ۱۴ اکتبر ۱۹۸۶) بازیکن و مربی فوتبال اهل یوگسلاوی بود.
از باشگاه‌هایی که در آن بازی کرده‌است می‌توان به باشگاه فوتبال ستاره سرخ بلگراد و باشگاه فوتبال پارتیزان اشاره کرد.
وی همچنین در تیم ملی فوتبال صربستان بازی کرده‌است.